# Spencer (Dakota du Sud)
Pour les articles homonymes, voir Spencer.
La ville américaine de Spencer est située dans le comté de McCook, dans l’État du Dakota du Sud.
Fondée en 1880, la localité est nommée en l'honneur de Hugh Spencer, un dirigeant de l'Omaha Railroad.

## Démographie
| 1900 | 1910 | 1920 | 1930 | 1940 | 1950 |
| ---- | ---- | ---- | ---- | ---- | ---- |
| 332  | 506  | 637  | 561  | 617  | 552  |

| 1960 | 1970 | 1980 | 1990 | 2000 | 2010 |
| ---- | ---- | ---- | ---- | ---- | ---- |
| 460  | 385  | 380  | 317  | 157  | 154  |

Selon le recensement de 2010, Spencer compte 154 habitants. La municipalité s'étend sur 0,27 milles carrés (0,7 km2).